# Loreto-di-Tallano
Loreto-di-Tallano (en cors Laretu di Taddà) és un municipi francès, situat a la regió de Còrsega, al departament de Còrsega del Sud. L'any 1999 tenia 35 habitants.

## Demografia
| 1962 | 1968 | 1975 | 1982 | 1990 | 1999 |
| ---- | ---- | ---- | ---- | ---- | ---- |
| 95   | 101  | 94   | 70   | 57   | 35   |

## Administració
| Període | Identitat         | Partit | Qualitat |  |
| ------- | ----------------- | ------ | -------- |  |
| 2001    | Jean-Pierre Arrii |        |          |  |